# Artix (Ariège)
 Artix  es una población y comuna francesa, en la región de Mediodía-Pirineos, departamento de Ariège, en el distrito de Pamiers y cantón de Varilhes.

## Demografía
| 78 | 66 | 61 | 80 | 76 | 91 | 95 | 95 | 112 | 143 | 121 |
| Para los censos de 1962 a 1999 la población legal corresponde a la población sin duplicidades (Fuente: INSEE [Consultar]) |    |    |    |    |    |    |    |     |     |     |